# Warhammer 40,000: Dawn of War II
Warhammer 40,000: Dawn of War II är ett datorspel i realtidsstrategigenren, utvecklat av Relic Entertainment. Spelet är en uppföljare till Warhammer 40,000: Dawn of War och släpptes i februari 2009. Spelets kampanj låter spelaren ta kontrollen över Space Marine-kapitlet Blood Ravens i deras kamp för att försvara sin hemvärld mot Orks, Eldar och Tyranids.
I spelets multiplayerläge kan upp till sex spelare slåss en mot en, två mot två eller tre mot tre som någon av de ovan nämnda raserna. Multiplayerläget bygger på Games for Windows – Live.
Spelet fick ett generellt positivt mottagande och innehar det sammanfattade betyget 85/100 på Metacritic.

## Gameplay
Dawn of War II är ett realtidsstrategispel där spelaren, med hjälp av både styrka och taktik, ska besegra motståndaren. Till skillnad från föregångaren, Dawn of War, är inte längre basbyggande en betydande del av spelet. Slagfältet är också mer dynamiskt än tidigare; nästan allt kan förstöras och enheter kan gömma sig i hus, bakom murar, buskage och annat.

### Kampanj
I kampanjen får spelaren ta kontrollen över ett antal specialistgrupper från Blood Ravens och försvara deras hemsystem mot Orks, Eldar och Tyranids. Dawn of War II innehåller en del element som är vanliga i RPG:er. Kampanjen saknar basbyggande och spelaren får inför varje uppdrag bestämma sig för vilka grupper han vill ta med sig och vilken utrustning de ska ha.  Under uppdragen kan spelaren hitta rustningar, vapen och annan utrustning som sedan kan användas i strid. Varje grupp får erfarenhetspoäng allt eftersom och spelaren kan efter hand påverka vilka färdigheter grupperna ska ha.
Varje grupp har en sergeant som är en viktig del av handlingen. Om någon av dem tar för mycket skada under ett uppdrag blir de medvetslösa och spelaren kan skicka en annan grupp för att återuppliva honom.
Kampanjen sker i ett planetsystem med flera zoner på varje planet. Under varje dag som går får spelaren besöka ett visst antal av dessa zoner för att antingen anfalla en fientlig zon eller försvara en egen. Om spelaren gör bra ifån sig blir han belönad med fler drag under den dagen. I zonerna finns flera olika byggnader som, om spelaren kontrollerar dem, kan ge bonusar var i systemet spelaren än slåss för tillfället.

### Multiplayer
I flerspelarläget kan spelarna välja mellan att spela som Space Marines, Orks, Eldar och Tyranids. Det finns två spelsätt, Annihilation, där spelarna ska utplåna motståndarna och Territorial Control där spelarna måste hålla över hälften av ett antal Victory Points för att på så sätt få ner motståndarnas tickets till noll.
Varje spelare har en byggnad där denne kan bygga enheter och uppgradera till högre teknologinivåer som medför kraftfullare enheter. Spelaren får innan spelet börjar välja lag och en befälhavare. Varje lag har tre olika befälhavare som alla har olika specialområden. Exempel är Space Marines Apothecary som kan hela soldater i fält, Orkernas Kommando som är expert på bakhåll och sprängämnen, Eldars teleporterande Warpspider Exarch och Tyranidernas Hive Tyrant som är mycket tålig och kan göra stor skada i närstrid. För att få resurser krävs det att spelaren kontrollerar olika strategiska punkter ute på kartan som ger antingen Requsition eller Power. Utöver dessa har varje lag också en egen resurs som används för specialförmågor.

## Utveckling
Den 19 januari 2009 meddelade Relic att Dawn of War II var färdigutvecklat. Om några balansändringar skulle uppkomma under betatestningen så skulle det patchas när spelet släppts.

### Beta
En öppen betatestning av Dawn of War II startade den 21 januari 2009 och skulle pågå till dess att spelet släpptes den 19 februari samma år. Endast de som köpt Soulstorm fick delta i den första delen av betatestningen. den 27 januari öppnades betan för allmänheten.
Betan gick att ladda hem via Valve Corporations spelhanteringssystem Steam.

### Spelmotor
Dawn of War II använder en ugraderad version av Essence Engine, Essence Engine 2.0. Essence Engine 1.0 användes i Relics strategispel Company of Heroes och dess expansioner.

## Mottagande
Spelet fick ett varmt mottagande av kritikerna och innehar det samlade betyget 85/100 på Metacritic. Recensenterna gillade den vackra grafiken och de förstörbara miljöerna, men var tveksamma om borttagandet av basbyggande gjorde spelet bättre eller inte. Thierry Nguyen på 1up.com uttryckte sitt missnöje med användandet av Games for Windows - Live och att spelet ofta kraschande, men ansåg att de goda sidorna ändå vägde upp de dåliga. Flera kritiker var också missnöjda med det låga antalet banor i både single- och multiplayerdelarna. Jim Rossignol på Eurogamer hade liknande åsikter men prisade speciellt det faktum att gruppledarna i kampanjen nu alla hade personligheter och var viktiga för handlingen istället för att bara vara ersättningsbar kanonmat.

## Expansionspaket
Dawn of War II har fått två expansionspaket som tillförde nya enspelarkampanjer och nya spelbara raser.
- Chaos Rising (2009). Introducerar Chaos Space Marines som spelbar ras.
- Retribution (2011). Introducerar The Imperial Guard som spelbar ras. Flyttade också över spelets multiplayerdel från Games for Windows – Live till Steamworks.